# صاریغ قلمی شکم‌سفید
صاریغ قلمی شکم‌سفید (نام علمی: Marmosops noctivagus) نام یک گونه از سرده صاریغ‌های قلمی است.